# Paolo Ciulla
Paolo Ciulla (Caltagirone, 19 mars 1867 - ?, 1er avril 1931) est un faussaire, photographe et graveur italien.

## Biographie
Né à Caltagirone dans la province de Catane immédiatement après l'unification de l'Italie, il a d'abord étudié l'art à Rome où il a cherché à poursuivre une carrière d'enseignant à l'Académie des Beaux-Arts.

### Faux-monnayeur
Après son retour en Sicile, Ciulla décide de mettre sa capacité innée à mélanger les couleurs à mauvais escient, devenant l'un des plus grands faussaires de l'histoire. Sa contrefaçon des billets de 500 lires était si parfaite qu'il pouvait en produire des milliers avant que quelqu'un à Catane ne remarque la contrefaçon. Cette activité de déroule entre le printemps de 1920 et l'automne de 1922. Ciulla travaillait seul et était devenu très expert dans la production de billets de banque, mais en même temps, les acides l'avaient rendu presque aveugle. On estime qu'il produisit environ vingt mille unités, d'une perfection telle que même les experts de la Banque d'Italie ont reconnu leur qualité.
Il est arrêté le 17 octobre 1922 et condamné à une peine de cinq ans, qu'il purge jusqu'en 1927.